# Многонациональная дивизия
Многонациональная дивизия (центральная) (англ. Multinational Division Central) многонациональное подразделение НАТО, специализирующаяся на операциях в Центральной Европе, штаб-квартира которого находилась на британской базе в штаб-квартире Райндален около Менхенгладбаха.
Концепция первого многонационального подразделения в НАТО с четырьмя участвующими странами — Бельгией, Германией, Великобританией и Нидерландами возникла во время холодной войны. Данное аэромобильное подразделение должно было поддержать Северную группу армий в Центральной Европе в качестве резервного формирования. Дивизия достигла оперативной готовности 1 апреля 1994 года. В состав подразделения входили 50 офицеров, 54 сержанта и солдаты. Дивизия первоначально имела 154 солдата из Германии. Её первым командиром был генерал-майор Питер Хейсман из Нидерландов.
При полной мобилизации дивизии каждая нация должна была предоставить парашютную или аэромобильную бригаду, подразделения боевой поддержки и подразделения снабжения.
Четыре бригады из участвующих стран были под командованием:
- Бельгийская бригада пара-коммандос (Эверсберг)
- Немецкая 31-я аэромобильная Бригада (Ольденбург)
- Британская 24-я аэромобильная бригада (Колчестер), с 1999 года: 16-я десантно-штурмовая бригада
- Голландская бригада 11-я аэромобильная бригада (Schaarsbergen)

MНД (Ц), с теоретической численностью в 20 000 солдат, была наиболее важной из многонациональных сил быстрого реагирования, дислоцированных в Европе. Подразделение, в случае необходимости, может быть передано под командование его вышестоящей части, Объединенного корпуса быстрого реагирования.
Многонациональная дивизия также могла быть мобилизована для военных операций под командованием Западноевропейского Союза.
Поскольку НАТО все больше фокусировалась на других силах быстрого реагирования (так называемые Силы повышенной готовности (сухопутные)), штаб-квартира МНД (Ц) была расформирована 25 октября 2002 года. Её последним командующим был генерал-майор Марк Жакмин.